# Bloemstengel

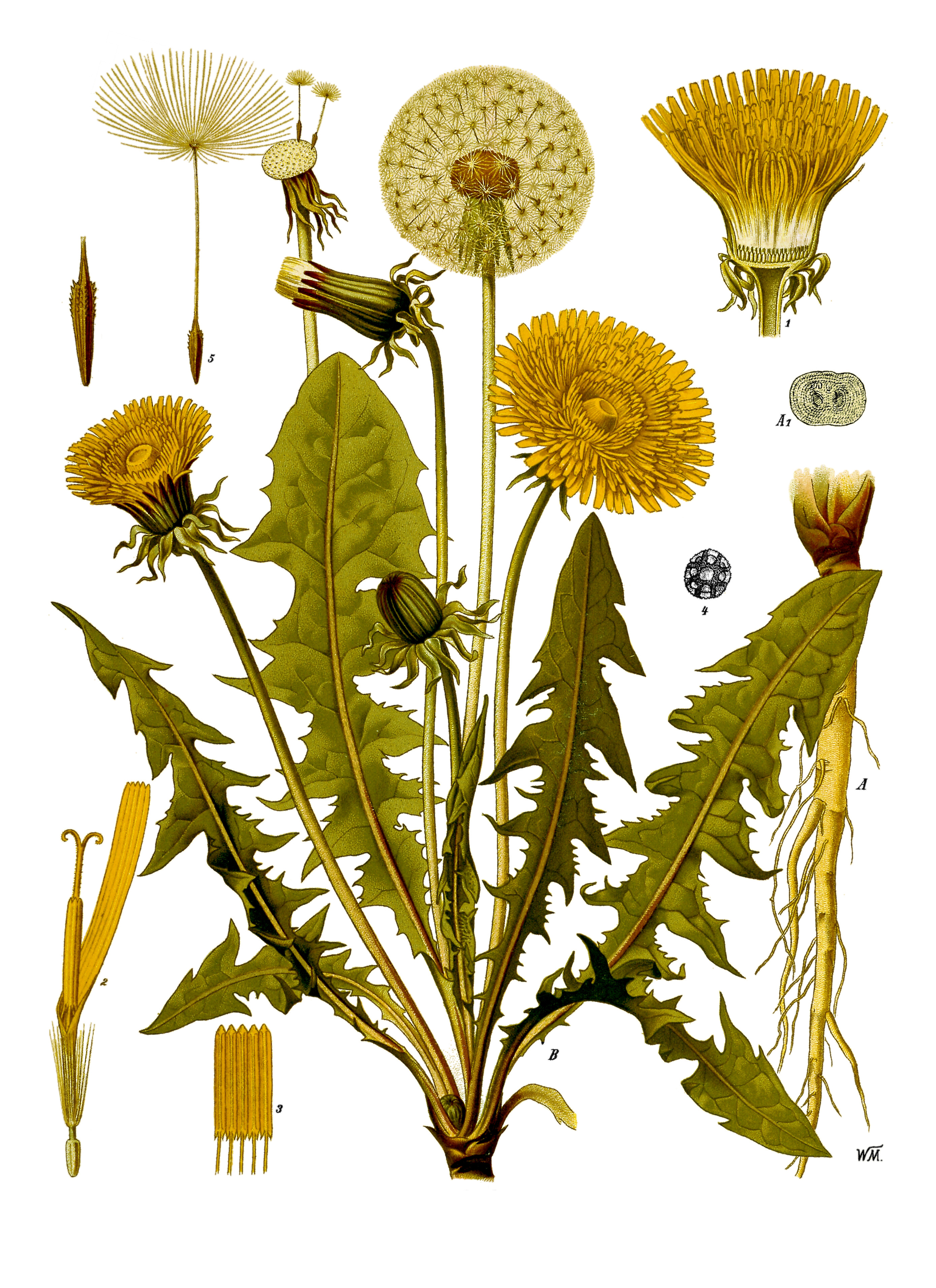
Paardenbloem met bloemschacht

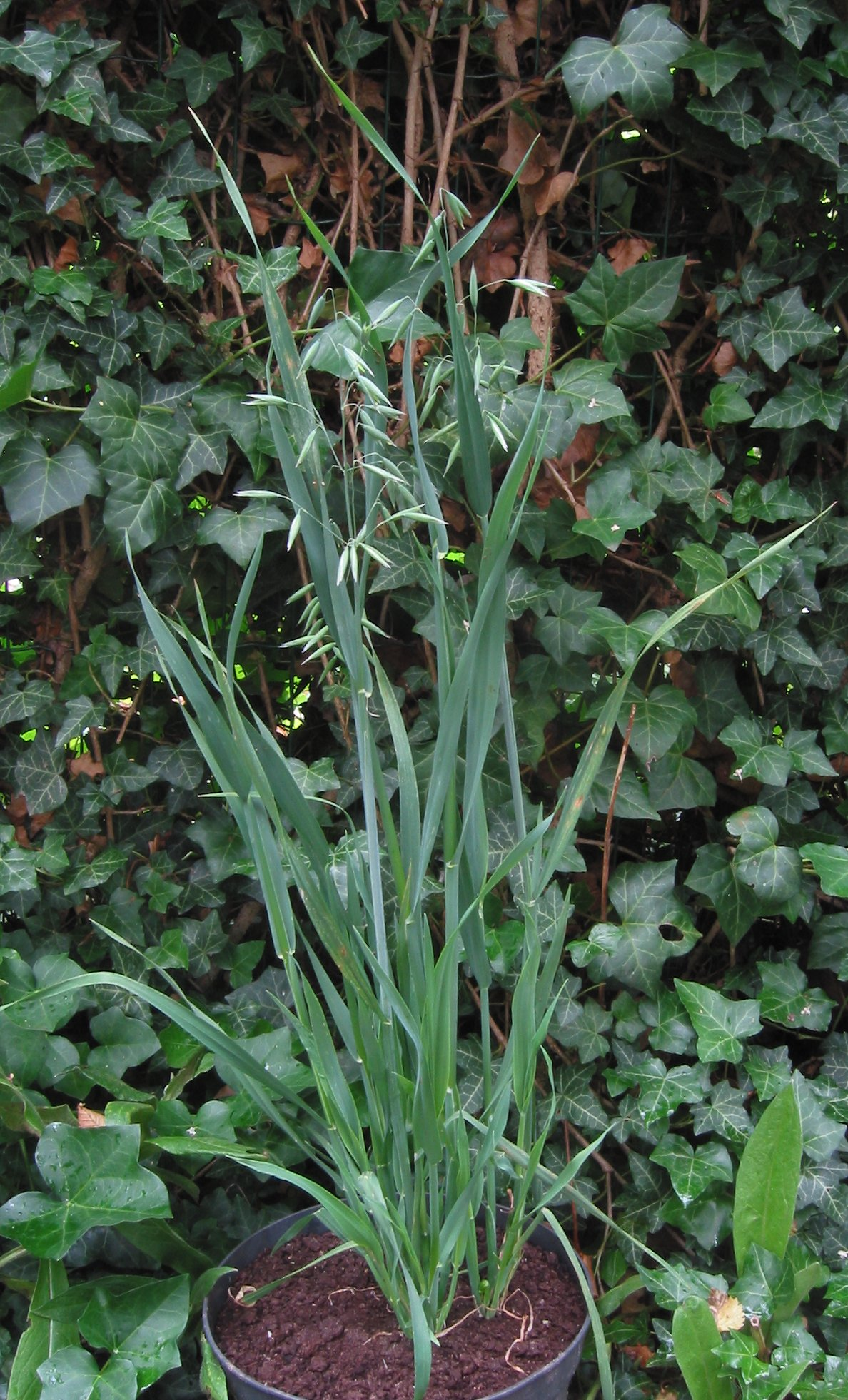
Haver met pedicelli aan een vertakte pedunculus

Een bloemstengel, bloeistengel of bloemsteel is een stengel, die gevormd wordt op het moment dat het groeipunt overgaat van vegetatief naar generatief. Een bloemstengel kan één of meer bloemen dragen. Bij planten met een bladrozet wordt een aparte bloemstengel gevormd.
Bij een samengestelde bloeiwijze, zoals bij grassen, cypergrassen of composieten, wordt deze stengel de bloemspil of rachis genoemd, bij aren van grassen de aarspil. Bij grassen, zoals bij haver en engels raaigras, 'schuiven' de knopen uit elkaar door verlenging van de stengelleden en vormen zo een bloemspil.

## Pedicellus, pedunculus, bloemschacht
- Een pedicellus is een bloemstengel of bloemsteeltje met een enkele bloem. Bij een zittende bloem ontbreekt de pedicellus.
- Een pedunculus is de bloemstengel van een bloeiwijze, waaraan de afzonderlijke bloemen met hun pedicellus aan vastzitten.
- Een bloemschacht of scapus is een onvertakte, bladloze bloemstengel zoals bij de paardenbloem.

## Inplanting
Naargelang de inplanting op de stengel kunnen bloemen worden onderscheiden in eindstandig (of schijnbaar eindstandig) of okselstandig.
- Okselstandig bloemen ontspringen in de bladoksel, de hoek tussen het blad en de stengel, zoals bij de brem.
- Eindstandige bloemen zitten op het einde van de hoofdas van de plant, bijvoorbeeld bij de zonnebloem.
- Schijnbaar eindstandige bloemen ontspringen in een bladoksel aan de top van een stengel, waardoor ze op het eerste gezicht als eindstandig worden gekenmerkt.